# 망해사
망해사(望海寺)는 진봉면 심포리(深浦里) 해발 72m의 진봉산 기슭에 자리하고 있으며, 사찰로서뿐 아니라 이 지역의 명승경관으로 천해의 경승을 이룬 곳이다. 망해사를 정점으로 심포 어항 등 서해연안에서는 가장 바다에 가까운 곳에 위치한 이곳은 다른 지역에서 볼 수 없는 서해의 낙조(落照)가 아름답다. 망해사를 중심으로 한 주변은 명승지요, 유적지이며, 지리적 전략요새지로 유명한 곳이었다. 망해사 뒷산 전망대에 오르면 확 트인 시야가 가슴을 시원하게 한다. 서쪽과 서남쪽은 망망대해였으나 현재는 새만금 간척지와 만경강의 연장인 새만금호 지역이고, 동쪽으로는 대한민국 제일의 곡창 김제 만경평야가 펼쳐진다.